# لطف أباد (درغز)
لطف أباد (بالفارسية: لطف‌آباد) هي منطقة سكنية تقع في إيران في ناحية لطف أباد. يقدر عدد سكانها بـ 1,897 نسمة .